# Abaje
Abaje (Abbaje / Abajje / Abaje bar Nachmani) war ein bedeutender babylonischer Amoräer der 4. Generation (320–350).
Aufgewachsen mit und Gefährte des Raba (Rawa) in Pumbedita, mit dem er viele Debatten geführt hat (diese hawajot abaje we-raba sind Inbegriff talmudischer Dialektik und machen einen großen Teil der Diskussion im babylonischen Talmud aus; überwiegend folgte die Halacha der Meinung Rawas).
Abaje lebte etwa 280–339, war Sohn des Kajlil, der ein 	Bruder des Rabba(h) bar Nachmani war.
Abaje war Schüler seines Onkels Rabbah und besonders auch Josefs (Rabbi Josef bar Chijja). Als dessen Nachfolger war Abaje vor seinem (eigenen) Tod fünf Jahre Schulhaupt in Pumbedita.
Abaje ist nicht zu verwechseln mit dem gleichnamigen palästinischen Amoräer der 2. Generation.